# Abdallah ibn Muhammad al-Chakani
Abdallah ibn Muhammad al-Chakani (arab. ‏أبو القاسم عبدالله بن محمد الخاقاني‎, zm. ok. 926/927 w Bagdadzie) – wyższy urzędnik kalifatu Abbasydów, który służył jako wezyr w latach 924–925.

## Życiorys
Abdallah był synem byłego wezyra, Muhammada ibn Ubajda Allah al-Chakaniego, który pełnił tę funkcję w latach 912–913. Natomiast dziadkiem Abdallah był Ubajd Allah ibn Jahja ibn Chakan, który również był wezyrem w latach 851-861 i 870-877.
Nad nadzorem ojca wraz ze swoim bratem, pełnił funkcję sekretarza. Oprócz tego nadzorował administrację, podczas gdy ojciec był zajęty próbami zabezpieczenia własnej pozycji na dworze. Historycy jednomyślnie opisują Abdallah i jego ojca jako leniwych i niekompetentnych. Podkreśla to fakt, że w ciągu dwudziestu dni mianował siedmiu gubernatorów tego samego okręgu i wszyscy spotkali się przypadkiem w tej samej gospodzie w drodze na miejsce objęcia urzędu.
Ze względu na nie poradzenie sobie z wyzwaniami, został odwołany w listopadzie 925 roku przez ówczesnego regenta kalifatu Mu’nisa al-Muzaffara. Zgodnie ze zwyczajem został uwięziony i zmuszony do zapłacenia grzywny. Po wyjściu na wolność zmarł w 926/927 roku.